# Devario browni
Devario browni är en fiskart som först beskrevs av Regan, 1907.  Devario browni ingår i släktet Devario och familjen karpfiskar. IUCN kategoriserar arten globalt som sårbar. Inga underarter finns listade i Catalogue of Life.